# SC Rot-Weiß Oberhausen-Rhld. 1904 2000-2001
Questa voce raccoglie le informazioni riguardanti l'SC Rot-Weiß Oberhausen-Rhld. 1904 nelle competizioni ufficiali della stagione 2000-2001.

## Stagione
Nella stagione 2000-2001 il Rot Weiss Oberhausen, allenato da Gerhard Kleppinger, concluse il campionato di 2. Bundesliga al 12º posto. In Coppa di Germania il Rot Weiss Oberhausen fu eliminato al primo turno dall'Union Berlino.

## Rosa
| N. |                     | Ruolo | Calciatore       |
| -- | ------------------- | ----- | ---------------- |
| 1  | Germania (bandiera) | P     | Oliver Adler     |
| 2  | Germania (bandiera) | D     | Peter Quallo     |
| 3  | Germania (bandiera) | C     | Stephan Täuber   |
| 4  | Germania (bandiera) | D     | Sven Backhaus    |
| 5  | Romania (bandiera)  | D     | Daniel Ciucă     |
| 6  | Germania (bandiera) | C     | Jürgen Luginger  |
| 7  | Brasile (bandiera)  | C     | Chiquinho        |
| 8  | Germania (bandiera) | C     | Jörg Lipinski    |
| 9  | Germania (bandiera) | A     | Angelo Vier      |
| 10 | Germania (bandiera) | C     | Fabrizio Hayer   |
| 11 | Germania (bandiera) | C     | Thorsten Judt    |
| 12 | Germania (bandiera) | A     | Lars Toborg      |
| 14 | Croazia (bandiera)  | A     | Vedran Madžar    |
| 16 | Bulgaria (bandiera) | C     | Zvetomir Tchipev |

| N. |                                 | Ruolo | Calciatore         |
| -- | ------------------------------- | ----- | ------------------ |
| 17 | Germania (bandiera)             | D     | Jens Langeneke     |
| 18 | Germania (bandiera)             | C     | Frank Scharpenberg |
| 19 | Germania (bandiera)             | C     | Adam Gebka         |
| 20 | Bosnia ed Erzegovina (bandiera) | P     | Bozidar Urošević   |
| 21 | Germania (bandiera)             | A     | Achim Weber        |
| 22 | Germania (bandiera)             | D     | Alexander Maul     |
| 24 | Germania (bandiera)             | D     | Torsten Schramm    |
| 26 | Germania (bandiera)             | A     | René Müller        |
| 27 | Bosnia ed Erzegovina (bandiera) | A     | Adis Obad          |
| 28 | Germania (bandiera)             | P     | Christian Börkel   |
| 31 | Turchia (bandiera)              | A     | Serkan Cenk        |
| 32 | Germania (bandiera)             | C     | Robert Ratkowski   |
| 33 | Germania (bandiera)             | D     | Karsten Baumann    |

## Organigramma societario
Area tecnica
- Allenatore: Gerhard Kleppinger
- Allenatore in seconda: Rob Reekers
- Preparatore dei portieri:
- Preparatori atletici:

## Calciomercato

### Sessione estiva
| Acquisti | Acquisti         | Acquisti            | Acquisti |
| R.       | Nome             | da                  | Modalità |
| -------- | ---------------- | ------------------- | -------- |
| D        | Karsten Baumann  | Borussia Dortmund   |          |
| A        | Serkan Cenk      | Antalyaspor         |          |
| C        | Chiquinho        | Borussia M'gladbach |          |
| C        | Adam Gebka       | Wegberg-Beeck       |          |
| D        | Jens Langeneke   | Lippstadt 08        |          |
| D        | Alexander Maul   | Quelle Fürth        |          |
| D        | Marcel Rapp      | Karlsruhe           |          |
| C        | Robert Ratkowski | Magonza             |          |
| D        | Torsten Schramm  | Duisburg            |          |
| C        | Stephan Täuber   | Norimberga          |          |

| Cessioni | Cessioni           | Cessioni                 | Cessioni |
| R.       | Nome               | a                        | Modalità |
| -------- | ------------------ | ------------------------ | -------- |
| D        | Björn Arens        | Lubecca                  |          |
| D        | Zlatko Bašić       | St. Pauli                |          |
| C        | Marijo Harmat      | KRC Zuid-West-Vlaanderen |          |
| C        | Teo Rus            | Karlsruhe                |          |
| D        | Daniel Scheinhardt | St. Pauli                |          |

### Sessione invernale
| Acquisti | Acquisti    | Acquisti | Acquisti |
| R.       | Nome        | da       | Modalità |
| -------- | ----------- | -------- | -------- |
| A        | René Müller | Bochum   |          |
| A        | Achim Weber | Bochum   |          |

| Cessioni | Cessioni    | Cessioni        | Cessioni |
| R.       | Nome        | a               | Modalità |
| -------- | ----------- | --------------- | -------- |
| D        | Marcel Rapp | Carl Zeiss Jena |          |

## Risultati

### 2. Bundesliga

#### Girone di andata
| Arbitro: | Sippel |

|            |           |  |
| Penksa 28’ | Marcatori |  |

| Arbitro: | Steinborn |

|          |           |  |
| Obad 24’ | Marcatori |  |

| Arbitro: | Lange |

|                        |           |  |
| Wück 24’ Klitzpera 42’ | Marcatori |  |

| Arbitro: | Kemmling |

|          |           |           |
| Vier 77’ | Marcatori | 31’ Houdt |

| Arbitro: | Anklam |

|                      |           |                                |
| Elberfeld 39’ (rig.) | Marcatori | 51’ (rig.) Lipinski 66’ Madžar |

| Arbitro: | Schmidt |

|                            |           |               |
| Obad 5’, 18’ Vier 66’, 67’ | Marcatori | 56’ Ivanković |

| Arbitro: | Koop |

|                              |           |                      |
| Choji 17’, 18’ Hutwelker 73’ | Marcatori | 82’ Hayer 86’ Täuber |

| Arbitro: | Kammerer |

|                                              |           |                        |
| Vier 17’ Judt 46’, 67’ Madžar 82’ Toborg 88’ | Marcatori | 73’ Enochs 76’ Claaßen |

| Arbitro: | Minskowski |

|  |           |              |
|  | Marcatori | 87’ Luginger |

| Oberhausen 29 ottobre 2000, ore 15:00 CEST 10ª giornata | RW Oberhausen | 0 – 0 referto | Hannover 96 | Niederrheinstadion (7 154 spett.)\| Arbitro: \| Wezel \| |
| Arbitro:                                                | Wezel         |               |             |                                                          |

| Arbitro: | Sippel |

|                       |           |  |
| Neustädter 83’ (aut.) | Marcatori |  |

| Arbitro: | Späker |

|                             |           |                   |
| Xie 24’, 45’ Lämmermann 33’ | Marcatori | 81’ (aut.) Heeren |

| Arbitro: | Schößling |

|                   |           |                                       |
| Vier 37’ Judt 40’ | Marcatori | 3’ Klasnić 57’ Meggle 75’ Patschinski |

| Arbitro: | Keßler |

|                              |           |            |
| Stoilov 43’ (rig.) Gomis 79’ | Marcatori | 82’ Toborg |

| Arbitro: | Frank |

|            |           |  |
| Täuber 52’ | Marcatori |  |

| Arbitro: | Schmidt |

|                                         |           |  |
| Vata 18’ Licht 48’, 62’, 75’ Klausz 66’ | Marcatori |  |

| Arbitro: | Kinhöfer |

|                     |           |  |
| Toborg 22’ Obad 78’ | Marcatori |  |

#### Girone di ritorno
| Arbitro: | Anklam |

|          |           |                                            |
| Obad 32’ | Marcatori | 14’ (rig.) Weinzierl 52’ Silvinho 74’ Fiél |

| Arbitro: | Albrecht |

|            |           |                       |
| Seidel 80’ | Marcatori | 56’ Hayer 86’ Baumann |

| Arbitro: | Wezel |

|                 |           |  |
| Demo 31’ (rig.) | Marcatori |  |

| Oberhausen 14 febbraio 2001, ore 19:00 CET 20ª giornata | RW Oberhausen | 0 – 0 referto | Arminia Bielefeld | Niederrheinstadion (4 192 spett.)\| Arbitro: \| Kammerer \| |
| Arbitro:                                                | Kammerer      |               |                   |                                                             |

| Arbitro: | Lange |

|                      |           |                       |
| Weber 80’ Müller 90’ | Marcatori | 38’ Azzouzi 52’ Kioyo |

| Osnabrück 9 marzo 2001, ore 19:00 CET 25ª giornata | Osnabrück | 0 – 0 referto | RW Oberhausen | Stadion an der Bremer Brücke (14 800 spett.)\| Arbitro: \| Gagelmann \| |
| Arbitro:                                           | Gagelmann |               |               |                                                                         |

| Arbitro: | Rafati |

|                                       |           |                    |
| Baumann 20’ Scharpenberg 34’ Judt 85’ | Marcatori | 38’ (rig.) Leandro |

| Arbitro: | Kircher |

|  |           |           |
|  | Marcatori | 76’ Weber |

| Arbitro: | Wagner |

|                                       |           |  |
| Däbritz 46’ (rig.) Lala 66’ Šimák 72’ | Marcatori |  |

| Arbitro: | Späker |

|           |           |  |
| Thurk 90’ | Marcatori |  |

| Arbitro: | Scheppe |

|                                               |           |                |
| Weber 20’, 83’ Toborg 47’ Lipinski 66’ (rig.) | Marcatori | 71’ Bartolović |

| Arbitro: | Sippel |

|                                  |           |  |
| Weber 70’ Ciucă 75’ Lipinski 83’ | Marcatori |  |

| Arbitro: | Lange |

|                                 |           |          |
| Konetzke 12’ Rath 20’, 42’, 82’ | Marcatori | 3’ Weber |

| Arbitro: | Wagner |

|            |           |                        |
| Müller 62’ | Marcatori | 6’ Krzynówek 30’ Gomis |

| Arbitro: | Perl |

|                                     |           |           |
| Sopić 16’, 88’ Arnold 51’ Bella 66’ | Marcatori | 90’ Weber |

| Arbitro: | Fröhlich |

|            |           |                       |
| Toborg 71’ | Marcatori | 44’ Montero 89’ Delic |

| Arbitro: | Weber |

|           |           |              |
| Traub 46’ | Marcatori | 87’ Lipinski |

### Coppa di Germania
| Arbitro: | Schößling |

|                     |           |  |
| Fährmann 6’ Isa 83’ | Marcatori |  |

## Statistiche

### Statistiche di squadra
| Competizione      | Punti | In casa | In casa | In casa | In casa | In casa | In casa | In trasferta | In trasferta | In trasferta | In trasferta | In trasferta | In trasferta | Totale | Totale | Totale | Totale | Totale | Totale | DR |
| Competizione      | Punti | G       | V       | N       | P       | Gf      | Gs      | G            | V            | N            | P            | Gf           | Gs           | G      | V      | N      | P      | Gf     | Gs     | DR |
| ----------------- | ----- | ------- | ------- | ------- | ------- | ------- | ------- | ------------ | ------------ | ------------ | ------------ | ------------ | ------------ | ------ | ------ | ------ | ------ | ------ | ------ | -- |
| 2. Bundesliga     | 45    | 17      | 9       | 4       | 4       | 32      | 18      | 17           | 4            | 2            | 11           | 13           | 32           | 34     | 13     | 6      | 15     | 45     | 50     | -5 |
| Coppa di Germania | -     | 0       | 0       | 0       | 0       | 0       | 0       | 1            | 0            | 0            | 1            | 0            | 2            | 1      | 0      | 0      | 1      | 0      | 2      | -2 |
| Totale            | 45    | 17      | 9       | 4       | 4       | 32      | 18      | 18           | 4            | 2            | 12           | 13           | 34           | 35     | 13     | 6      | 16     | 45     | 52     | -7 |

### Andamento in campionato
| Giornata  | 1  | 2  | 3  | 4  | 5  | 6 | 7 | 8 | 9 | 10 | 11 | 12 | 13 | 14 | 15 | 16 | 17 | 18 | 19 | 20 | 21 | 22 | 23 | 24 | 25 | 26 | 27 | 28 | 29 | 30 | 31 | 32 | 33 | 34 |
| --------- | -- | -- | -- | -- | -- | - | - | - | - | -- | -- | -- | -- | -- | -- | -- | -- | -- | -- | -- | -- | -- | -- | -- | -- | -- | -- | -- | -- | -- | -- | -- | -- | -- |
| Luogo     | T  | C  | T  | C  | T  | C | T | C | T | C  | C  | T  | C  | T  | C  | T  | C  | C  | T  | T  | C  | C  | T  | C  | T  | T  | T  | C  | C  | T  | C  | T  | C  | T  |
| Risultato | P  | V  | P  | N  | V  | V | P | V | V | N  | V  | P  | P  | P  | V  | P  | V  | P  | V  | P  | N  | N  | N  | V  | V  | P  | P  | V  | V  | P  | P  | P  | P  | N  |
| Posizione | 14 | 11 | 11 | 11 | 10 | 9 | 9 | 7 | 4 | 4  | 2  | 4  | 5  | 6  | 6  | 9  | 9  | 9  | 9  | 8  | 10 | 10 | 9  | 7  | 7  | 6  | 7  | 9  | 7  | 8  | 8  | 10 | 10 | 12 |

Legenda:

Luogo: C = Casa; T = Trasferta. Risultato: V = Vittoria; N = Pareggio; P = Sconfitta.

### Statistiche dei giocatori
| Giocatore       | 2. Bundesliga | 2. Bundesliga | 2. Bundesliga | 2. Bundesliga | Coppa di Germania | Coppa di Germania | Coppa di Germania | Coppa di Germania | Totale   | Totale | Totale      | Totale     |
| Giocatore       | Presenze      | Reti          | Ammonizioni   | Espulsioni    | Presenze          | Reti              | Ammonizioni       | Espulsioni        | Presenze | Reti   | Ammonizioni | Espulsioni |
| --------------- | ------------- | ------------- | ------------- | ------------- | ----------------- | ----------------- | ----------------- | ----------------- | -------- | ------ | ----------- | ---------- |
| O. Adler        | 34            | 0             | 4             | 0             | 1                 | 0                 | 1                 | 0                 | 35       | 0      | 5           | 0          |
| S. Backhaus     | 10            | 0             | 2             | 0             | 0                 | 0                 | 0                 | 0                 | 10       | 0      | 2           | 0          |
| K. Baumann      | 15            | 2             | 1             | 1             | 0                 | 0                 | 0                 | 0                 | 15       | 2      | 1           | 1          |
| C. Börkel       | 0             | 0             | 0             | 0             | 0                 | 0                 | 0                 | 0                 | 0        | 0      | 0           | 0          |
| S. Cenk         | 0             | 0             | 0             | 0             | 0                 | 0                 | 0                 | 0                 | 0        | 0      | 0           | 0          |
| C. Chiquinho    | 18            | 0             | 2             | 0             | 1                 | 0                 | 1                 | 0                 | 19       | 0      | 3           | 0          |
| D. Ciucă        | 25            | 1             | 6             | 1             | 1                 | 0                 | 0                 | 0                 | 26       | 1      | 6           | 1          |
| A. Gebka        | 3             | 0             | 0             | 0             | 0                 | 0                 | 0                 | 0                 | 3        | 0      | 0           | 0          |
| F. Hayer        | 30            | 2             | 9             | 0             | 1                 | 0                 | 1                 | 0                 | 31       | 2      | 10          | 0          |
| T. Judt         | 26            | 4             | 6             | 0             | 0                 | 0                 | 0                 | 0                 | 26       | 4      | 6           | 0          |
| J. Langeneke    | 17            | 0             | 1             | 0             | 1                 | 0                 | 0                 | 0                 | 18       | 0      | 1           | 0          |
| J. Lipinski     | 23            | 4             | 4             | 1             | 1                 | 0                 | 0                 | 0                 | 24       | 4      | 4           | 1          |
| J. Luginger     | 33            | 1             | 7             | 0             | 1                 | 0                 | 0                 | 0                 | 34       | 1      | 7           | 0          |
| V. Madžar       | 11            | 2             | 1             | 0             | 1                 | 0                 | 0                 | 1                 | 12       | 2      | 1           | 1          |
| A. Maul         | 4             | 0             | 0             | 0             | 0                 | 0                 | 0                 | 0                 | 4        | 0      | 0           | 0          |
| R. Müller       | 13            | 2             | 2             | 1             | 0                 | 0                 | 0                 | 0                 | 13       | 2      | 2           | 1          |
| A. Obad         | 32            | 5             | 4             | 0             | 1                 | 0                 | 0                 | 0                 | 33       | 5      | 4           | 0          |
| P. Quallo       | 21            | 0             | 1             | 0             | 0                 | 0                 | 0                 | 0                 | 21       | 0      | 1           | 0          |
| M. Rapp         | 1             | 0             | 0             | 0             | 0                 | 0                 | 0                 | 0                 | 1        | 0      | 0           | 0          |
| R. Ratkowski    | 30            | 0             | 4             | 0             | 0                 | 0                 | 0                 | 0                 | 30       | 0      | 4           | 0          |
| F. Scharpenberg | 29            | 1             | 6             | 0             | 1                 | 0                 | 0                 | 0                 | 30       | 1      | 6           | 0          |
| T. Schramm      | 0             | 0             | 0             | 0             | 0                 | 0                 | 0                 | 0                 | 0        | 0      | 0           | 0          |
| Z. Tchipev      | 24            | 0             | 5             | 0             | 1                 | 0                 | 0                 | 0                 | 25       | 0      | 5           | 0          |
| L. Toborg       | 25            | 5             | 2             | 0             | 1                 | 0                 | 0                 | 0                 | 26       | 5      | 2           | 0          |
| S. Täuber       | 13            | 2             | 2             | 0             | 1                 | 0                 | 0                 | 0                 | 14       | 2      | 2           | 0          |
| B. Urošević     | 0             | 0             | 0             | 0             | 0                 | 0                 | 0                 | 0                 | 0        | 0      | 0           | 0          |
| A. Vier         | 17            | 5             | 4             | 0             | 1                 | 0                 | 0                 | 0                 | 18       | 5      | 4           | 0          |
| A. Weber        | 14            | 7             | 5             | 0             | 0                 | 0                 | 0                 | 0                 | 14       | 7      | 5           | 0          |